# Unión Alana
Unión Alana (en osetio: Аланский союз; en georgiano: ახალი ოსეთი) fue partido político conservador de Osetia del Sur, un territorio con reconocimiento limitado que forma parte de iure de Georgia, fundado en 2017 y disuelto en 2019. 

## Historia
El partido fue fundado por el exdiputado del Parlamento de Osetia del Sur, Alán Gaglóyev, tras su derrota en las elecciones de 2017. La plataforma del partido se basaba en gran medida en las creencias políticas personales de Gaglóyev: lucha contra la corrupción, reforma gubernamental y nacionalismo osetio.
En el período previo a las elecciones parlamentarias de Osetia del Sur de 2019, el gobierno de Anatoli Bibílov introdujo una nueva ley que exigía que todos los partidos se volvieran a registrar antes de cada elección, y que el gobierno tuviera la última palabra sobre si un partido podía existir, lo que permitía a Bibilov controlar eficazmente a la oposición. A principios de 2019, Gaglóyev tomó la decisión de seguir los pasos de Nueva Osetia de David Sanakóyev y fusionarse con el partido Nijas.